# Pitón (alfarero)

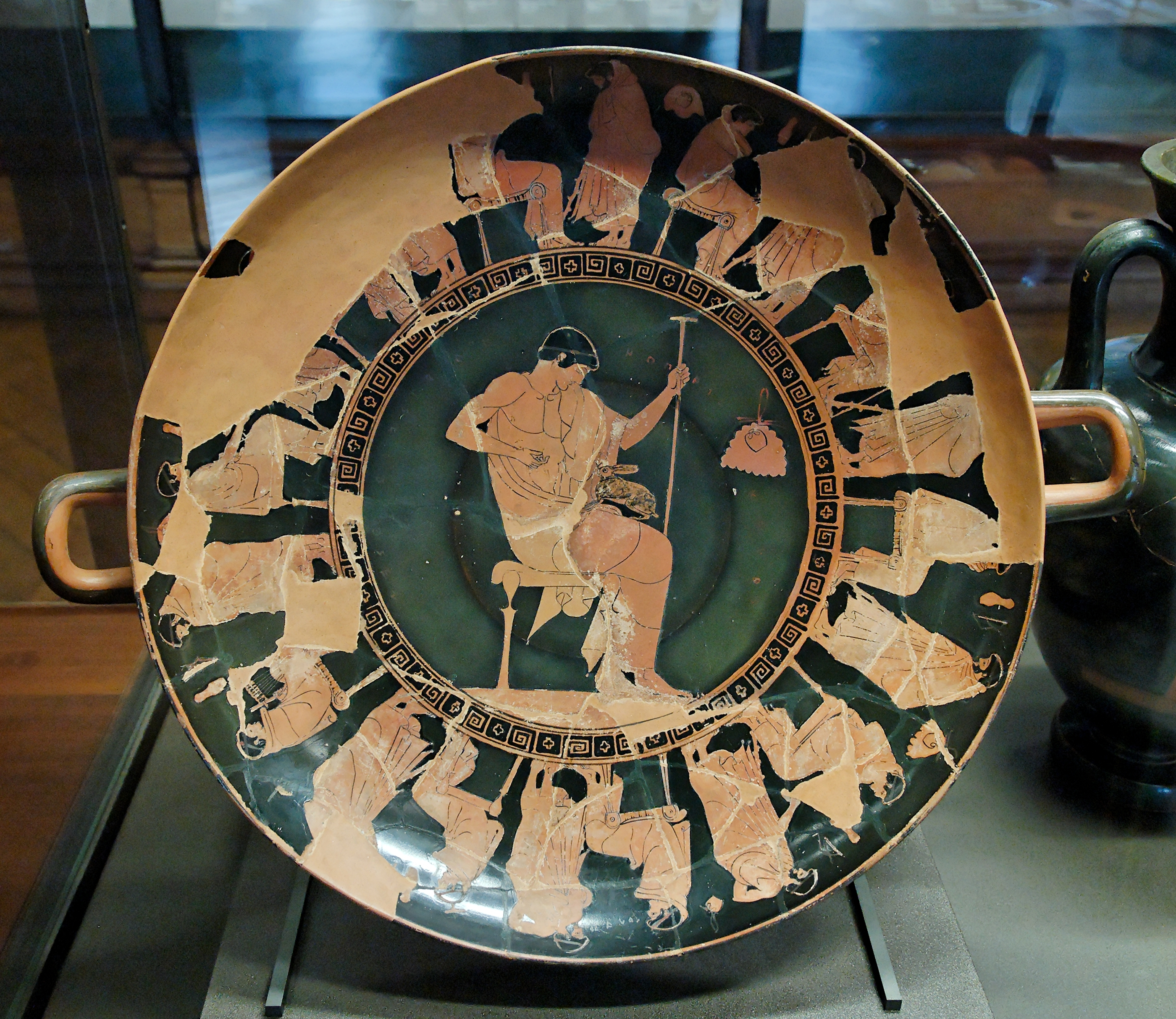
Copa hecha por Pitón y pintada por Duris con escenas pederásticas; París, Museo del Louvre G 121.

Pitón (en griego antiguo: Πύθων) fue un alfarero ático de principios del siglo V a. C.
Actualmente se conocen cuatro kílices firmados por Pitón. Sus obras se caracterizan por sus formas robustas. Uno de los kílices fue firmado por el pintor de vasos Epicteto, los otros tres por Duris. Se puede suponer que Duris y Pitón tenían una relación de trabajo similar a la de los maestros de la época del arte arcaico tardío y el clasicismo temprano, Hierón y Macrón, que trabajaron más o menos en la misma época. Hansjörg Bloesch y John Beazley han asignado casi 40 vasos más pintados por Duris a Pitón como alfarero basados en comparaciones estilísticas. La datación de las obras se basó en la clasificación estilístico-cronológica de Duris.